# 30. září
30. září je 273. den roku podle gregoriánského kalendáře (274. v přestupném roce). Do konce roku zbývá 92 dní.

## Události

### Česko
- 1745 – Pruský král Bedřich II. na ústupu z Čech porazil rakouské tereziánské vojsko maršála prince Karla Alexandra Lotrinského v bitvě u Žďáru na Trutnovsku.
- 1938 – Československá vláda přijala Mnichovský diktát a postoupila Sudety Třetí říši.
- 1975 – Začal unikátní přesun kostela Nanebevzetí Panny Marie v Mostě.
- 2006 – Taťána Kuchařová se stala první českou držitelkou titulu Miss World.

### Svět
- 1882 – Na řece Fox v americkém státě Wisconsin zahájila činnost první vodní elektrárna na světě.
- 1927 – založena Mezinárodní federace knihovnických sdružení a institucí.
- 1928 – Skotský biolog a bakteriolog Alexander Fleming objevil penicillium – plíseň potřebnou pro výrobu antibakteriálních léků.
- 1929 – Začala pokusně vysílat britská televizní společnost BBC.
- 1941 – Začal hlavní útok německých vojsk na Moskvu (operace Tajfun).
- 1966 – Botswana získala nezávislost na Spojeném království. Prvním prezidentem se stal Seretse Khama.
- 1993 – Při zemětřesení v indických státech Maháráštra, Madhjapradéš a Ándhrapradéš zahynulo 20 000 lidí.
- 2005 – V dánském deníku Jyllands-Posten byly publikovány karikatury proroka Mohameda.
- 2009 – Zemětřesení s magnitudem 7,6 na indonéském ostrově Sumatra usmrtilo 1 100 lidí.
- 2015 – Rusko se leteckými údery zapojilo do syrské občanské války po boku vládních sil prezidenta Asada.
- 2016 – Sonda Rosetta Evropské kosmické agentury zakončila svou misi dopadem na povrch komety Čurjumov-Gerasimenko.

## Narození

### Česko

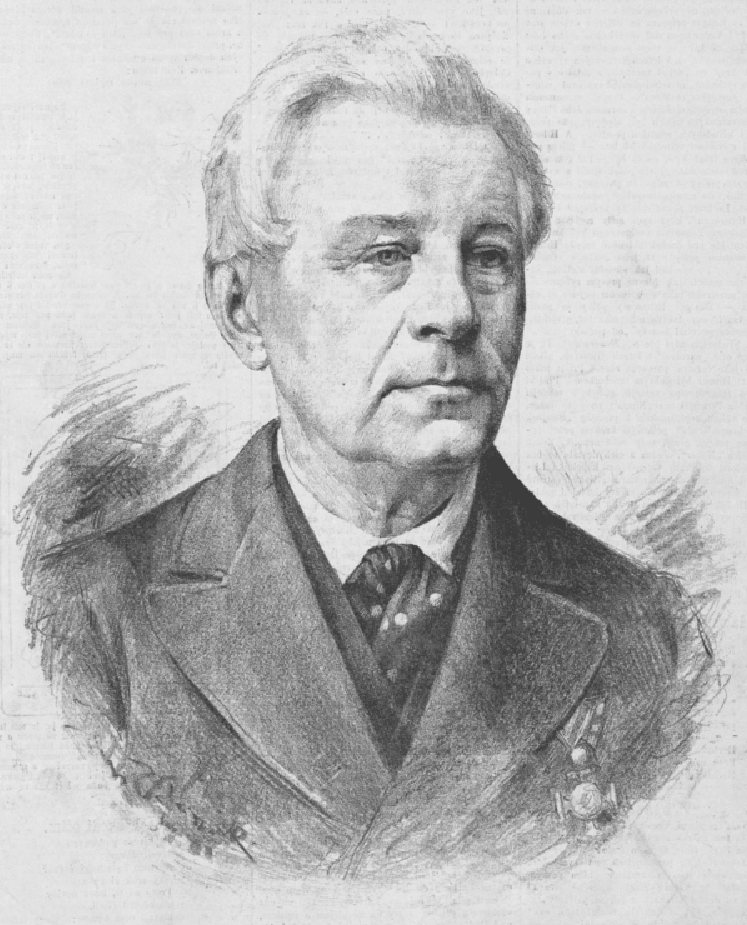
František Matěj Hilmar (* 1803)

- 1798 – František Josef Klavík, podnikatel a politik († 19. března 1878)
- 1800 – Hieronymus Eustach Brinke, starosta, tkadlec a písmák († 7. září 1880)
- 1801 – Zachariáš Frankl, česko-německý rabín a teolog († 13. února 1875)
- 1803 – František Matěj Hilmar, hudební skladatel († 1. října 1881)
- 1819 – Tomáš Václav Bílek, učitel a historik († 6. března 1903)
- 1828 – Karel Schwarz, poslanec Českého zemského sněmu, biskup pražský († 21. dubna 1891)
- 1830 – František Zeibert, děkan brněnské kapituly a pedagog († 12. května 1901)
- 1839 – Jindřich Houra, poslanec Českého zemského sněmu († 14. ledna 1917)
- 1845 – František Ekert, kněz, historik a spisovatel († 20. května 1902)
- 1862 – František Mareš, pedagog († 11. září 1941)
- 1887 – Oskar Brázda, malíř († 19. prosince 1977)
- 1893
  - Karel Chochola, architekt († 3. června 1942)
  - Čeněk Šlégl, herec a režisér († 17. února 1970)
- 1900 – Josef Bezdíček, rozhlasový a divadelní režisér a herec († 6. července 1962)
- 1903 – Alois Bohdan Brixius, cestovatel, orientalista a spisovatel († 19. února 1959)
- 1906
  - Josef Čtyřoký, fotbalista († 11. ledna 1985)
  - Václav Smetáček, dirigent († 18. února 1986)
  - Jaromír Tomeček, spisovatel († 15. července 1997)
- 1910 – Karel Hrubý, genetik, přírodovědec, botanik a entomolog († 10. prosince 1962)
- 1913 – Juraj Vieska, komunistický prokurátor († 1965)
- 1917 – Josef Machovský-Vrbka, voják a příslušník výsadku Potash († 10. srpna 1991)
- 1923 – Milan Malý, stíhací pilot československé perutě v RAF († 1. května 2013)
- 1925
  - Drahoslav Lím, chemik († 22. srpna 2003)
  - Zdeněk Švestka, astronom († 2. března 2013)
- 1927 – Vladimír Benda, teolog a filosof († 7. července 2010)
- 1931 – Štěpánka Haničincová, herečka, scenáristka, dramaturgyně a televizní moderátorka († 27. října 1999)
- 1934 – Karel Misař, spisovatel, redaktor, vychovatel a dramaturg († 6. dubna 1991)
- 1935 – Luboš Fišer, skladatel († 22. června 1999)
- 1938
  - Pavel Jasanský, fotograf, grafik a sochař († 21. ledna 2021)
  - Jan Holinka, sochař a malíř († 15. ledna 2009)
- 1940 – Jitka Vrbová, zpěvačka († 3. března 2025)
- 1947
  - Sylva Turbová, herečka († 29. července 2015)
  - Stanislav Volák, psycholog, politik, bývalý poslanec
- 1950 – Jan Krist, etnograf, folklorista
- 1962 – Pavel Vítek, zpěvák
- 1966 – Kamil Halbich, herec
- 1968 – Vanda Hybnerová, herečka
- 1975 – Marek Epstein, scenárista, spisovatel, dramaturg, příležitostný herec a režisér
- 1981 – Jan Rajnoch, fotbalista
- 1985 – Martin Bača, fotbalista
- 1988 – Bořek Dočkal, fotbalista
- 2002 – Sára Strnadová, snowboardistka

### Svět

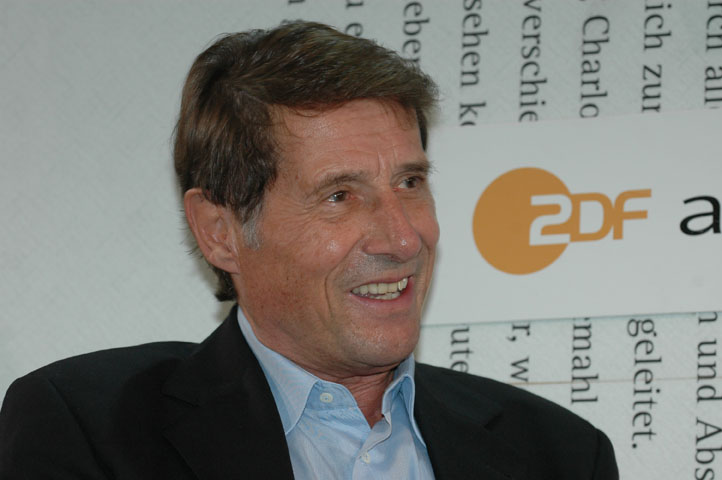
Udo Jürgens (* 1934)

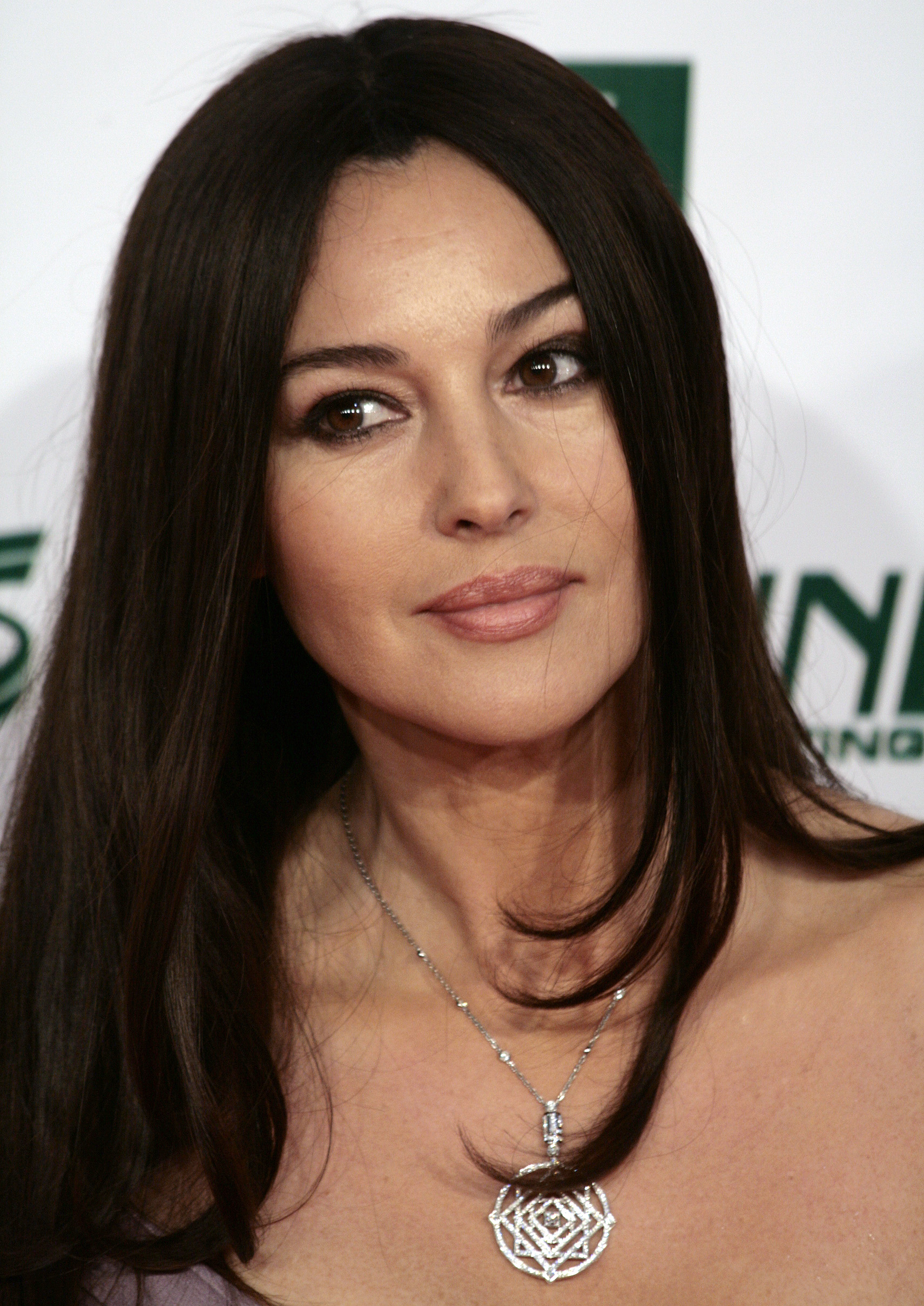
Monica Bellucciová (* 1964)

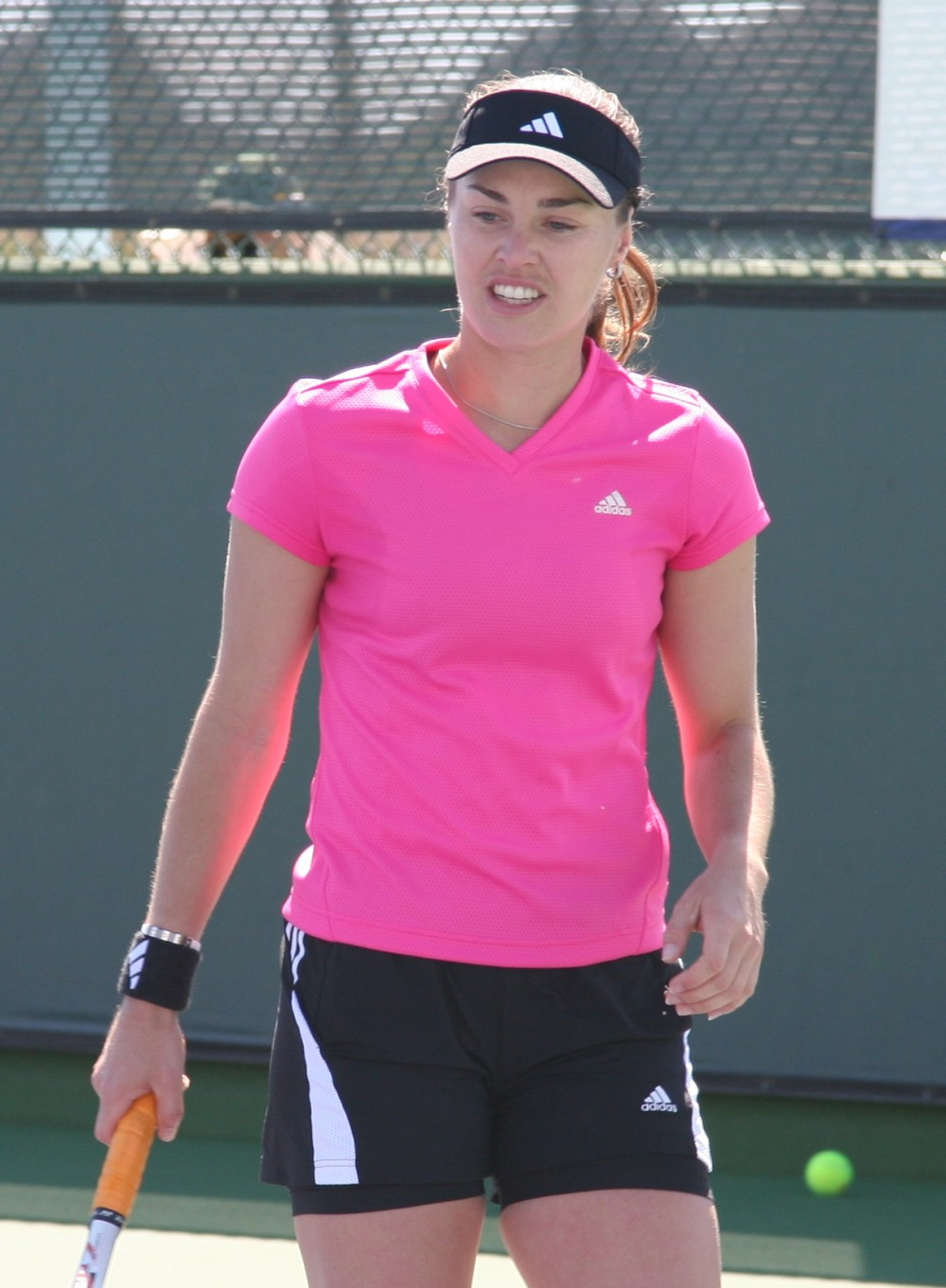
Martina Hingisová (* 1980)

- 1147 – Kuang-cung, čínský císař říše Sung († 17. září 1200)
- 1207 – Džaláleddín Balchí Rúmí, perský básník, právník, teolog a učitel súfismu († 17. prosince 1273)
- 1227 – Mikuláš IV., papež († 4. dubna 1292)
- 1550 – Michael Mästlin, německý matematik a astronom († 20. října 1631)
- 1700 – Stanisław Konarski, polský pedagog, spisovatel a školský reformátor († 3. srpna 1773)
- 1715 – Étienne Bonnot de Condillac, francouzský kněz, filozof, encyklopedista († 3. srpna 1780)
- 1732 – Jacques Necker, francouzský státník († 9. dubna 1804)
- 1783 – Rainer Josef Habsbursko-Lotrinský, rakouský arcivévoda, syn císaře Leopolda II. († 16. ledna 1853)
- 1802 – Antoine Jérôme Balard, francouzský chemik († 30. března 1876)
- 1811 – Augusta Sasko-Výmarská, pruská královna a německá císařovna († 7. ledna 1890)
- 1814 – Josef Lasser von Zollheim, ministr vnitra Předlitavska († 19. listopadu 1879)
- 1819 – Theodor Fontane, německý básník († 20. září 1898)
- 1825 – Josef Dachs, rakouský pianista a hudební pedagog († 6. června 1896)
- 1840
  - Jehan Georges Vibert, francouzský malíř († 28. července 1902)
  - Johan Svendsen, norský skladatel, dirigent a houslista († 14. června 1911)
- 1843 – Matylda Bavorská, bavorská princezna, hraběnka z Trani († 18. června 1925)
- 1849 – Michał Bobrzyński, polský historik, státní úředník a politik († 2. července 1935)
- 1863 – Reinhard Scheer, německý admirál († 26. listopadu 1928)
- 1870 – Jean Baptiste Perrin, francouzský fyzik († 17. dubna 1942)
- 1875 – Sergej Nikolajevič Sergejev-Censkij, sovětský spisovatel († 3. prosince 1958)
- 1879 – Johan Falkberget, norský spisovatel a politik († 5. dubna 1967)
- 1882 – Hans Geiger, německý fyzik († 24. září 1945)
- 1883 – Šalva Eliava, gruzínský politik († 3. prosince 1937)
- 1889 – Suzanne Renaud, francouzská básnířka a překladatelka († 21. ledna 1964)
- 1890 – André Gobert, francouzský tenista († 6. prosince 1951)
- 1891 – Henry Potez, francouzský průmyslník († 9. listopadu 1981)
- 1894 – Beno Kohen, izraelský politik a poslanec Knesetu († 24. listopadu 1975).
- 1895
  - Hari Singh, poslední mahárádža indického státu Džammú a Kašmír († 26. dubna 1961)
  - Alexandr Vasilevskij, sovětský vojevůdce († 5. prosince 1977)
- 1904 – Waldo Williams, velšský básník († 20. května 1971)
- 1905 – Nevill Mott, anglický fyzik, Nobelova cena za fyziku 1977 († 8. srpna 1996)
- 1908 – David Oistrach, ruský houslista († 24. října 1974)
- 1913
  - Samuel Eilenberg, polsko-americký matematik († 30. ledna 1998)
  - Robert Nisbet, americký sociolog († 9. září 1996)
- 1917
  - Buddy Rich, americký jazzový bubeník a kapelník († 2. dubna 1987)
  - Jurij Ljubimov, ruský divadelní herec a režisér († 5. října 2014)
- 1918
  - René Rémond, francouzský historik a politolog († 14. dubna 2007)
  - Giovanni Canestri, arcibiskup Janova, kardinál († 29. dubna 2015)
- 1919 – Roberto Bonomi, argentinský automobilový závodník († 10. leden 1992)
- 1921
  - Stanisław Nagy, polský teolog, kardinál († 5. června 2013)
  - Deborah Kerrová, skotská herečka († 16. října 2007)
- 1922 – Oscar Pettiford, americký kontrabasista a violoncellista († 8. září 1960)
- 1924 – Truman Capote, americký spisovatel a novinář († 25. srpna 1984)
- 1925 – Gwyn A. Williams, velšský historik († 16. listopadu 1995)
- 1928 – Elie Wiesel, americký spisovatel († 2. července 2016)
- 1933 – Cissy Houston, americká soulová zpěvačka
- 1934 – Udo Jürgens, rakouský zpěvák († 21. prosince 2014)
- 1936 – Sevgi Soysal, turecká spisovatelka († 22. listopadu 1976)
- 1938 – Alan Hacker, anglický klarinetista a profesor († 16. dubna 2012)
- 1939 – Jean-Marie Lehn, francouzský chemik, Nobelova cena za chemii 1987
- 1940 – Dewey Martin, kanadský bubeník († 31. ledna 2009)
- 1942
  - Mike Harrison, anglický hudebník († 25. března 2018)
  - Frankie Lymon, afroamerický rock'n'rollový zpěvák a skladatel († 27. února 1968)
- 1943 – Johann Deisenhofer, americký chemik, Nobelova cena za chemii 1988
- 1944
  - Anders Wijkman, švédský vědec, politik a futurolog
  - Jimmy Johnstone, skotský fotbalista († 13. března 2006)
- 1945 – Ehud Olmert, izraelský premiér
- 1946
  - Jochen Mass, německý pilot Formule 1 († 4. května 2025)
  - Barry Hulshoff, nizozemský fotbalista († 16. února 2020)
- 1947 – Marc Bolan, anglický zpěvák-skladatel, kytarista a básník († 16. září 1977)
- 1949
  - Charlie McCreevy, irský a evropský politik
  - Michel Tognini, francouzský kosmonaut
- 1951 – Barry Marshall, australský mikrobiolog
- 1955 – George Fergusson, guvernér Pitcairnových ostrovů
- 1957 – Fran Drescher, americká herečka, bavička a aktivistka
- 1960 – Bill Rieflin, americký bubeník, multiinstrumentalista († 24. března 2020)
- 1962 – Frank Rijkaard, nizozemský fotbalový reprezentant a trenér
- 1964
  - Monica Bellucciová, italská supermodelka a herečka
  - Stephen Frick, americký pilot a astronaut
- 1970 – Tony Hale, americký herec a komik
- 1978 – Candice Michelle, americká herečka a wrestlerka
- 1979 – Primož Kozmus, slovinský atlet
- 1980
  - Christian Cantwell, atlet USA
  - Martina Hingisová, švýcarská tenistka slovenského původu
- 1982
  - Lacey Chabert, americká herečka
  - Kieran Culkin, americký herec
  - Tomasz Kuszczak, polský fotbalista
- 1983 – Andreea Răducan, rumunská gymnastka, olympijská vítězka a pětinásobná mistryně světa
- 1986 – Olivier Giroud, francouzský fotbalista
- 1987
  - Aida Garifullinová, ruská operní pěvkyně
  - Flora Duffyová, bermudská trialtlonistka
- 1989 – Lukas Hofer, italský biatlonista
- 1991 – Thomas Röhler, německý atlet, oštěpař
- 1992 – Ezra Miller, americký herec
- 1993 – Jovana Jakšićová, srbská tenistka
- 1994 – Alija Mustafinová, ruská sportovní gymnastka
- 1997
  - Max Verstappen, nizozemský pilot F1
  - Renata Zarazúová, mexická tenistka
- 2002 – Maddie Ziegler, americká tanečnice, herečka a modelka

## Úmrtí

### Česko

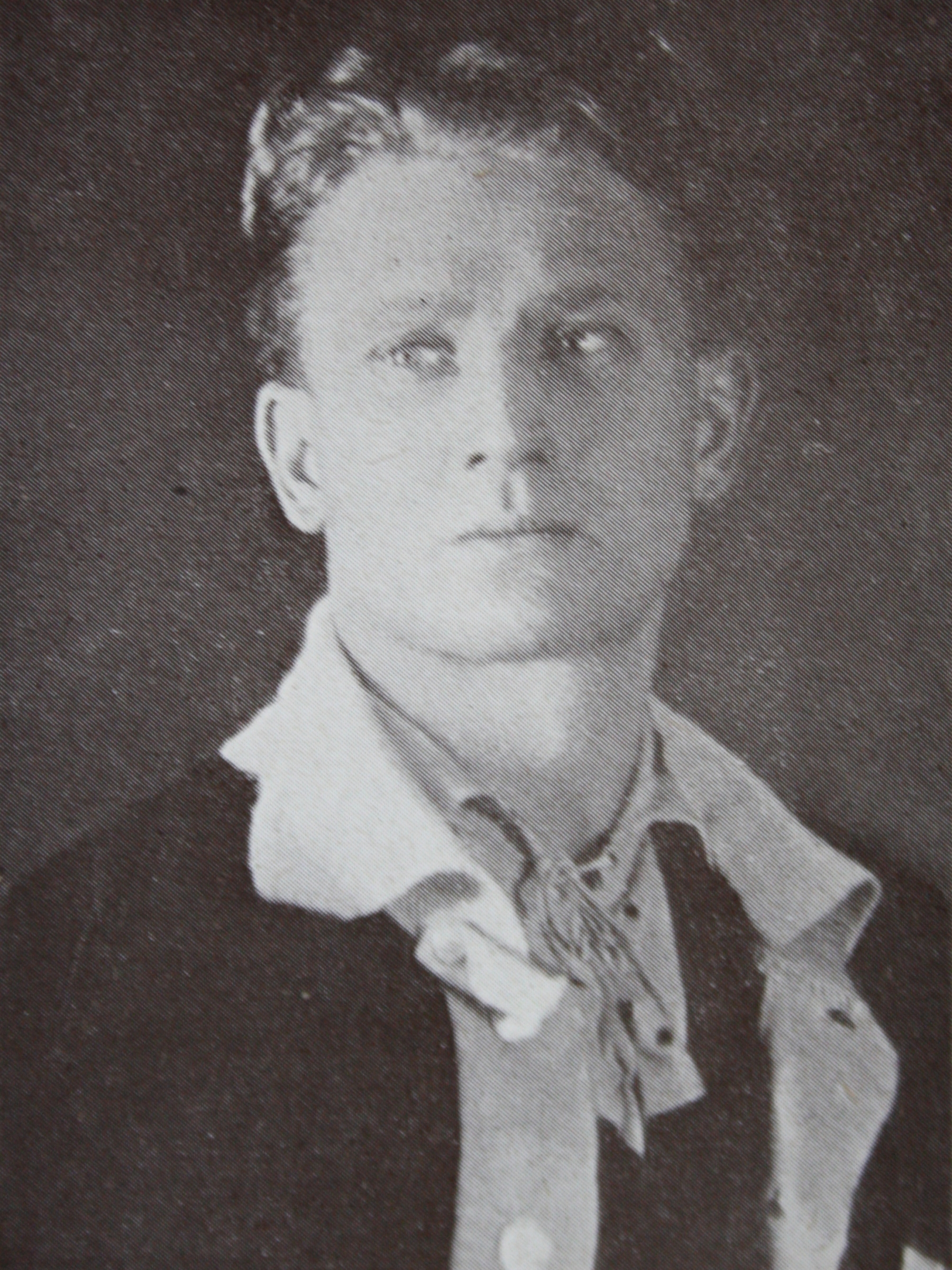
Karel Pešek († 1970)

- 1597 – Jan V. z Pernštejna, šlechtic (* 30. července 1561)
- 1747 – Apolonie Rozálie Vratislavová z Mitrovic, šlechtična (* 19. února 1666)
- 1839 – Joseph Maria Wolfram, hudební skladatel a politik německé národnosti (* 21. července 1789)
- 1901 – Bohuslav Schnirch, sochař (* 10. srpna 1845)
- 1902 – Rudolf Jablonský, právník a politik, starosta Čáslavi (* 5. prosince 1836)
- 1916 – Antonín Turek, architekt (* 8. prosince 1861)
- 1930 – Jan Sedlák, světící biskup pražský a spisovatel (* 9. dubna 1854)
- 1941
  - Augustin Pechlát, sokolský funkcionář, účastník odboje (* 26. srpna 1877)
  - František Václav Krejčí, spisovatel, novinář a politik (* 4. října 1867)
  - Vladimír Groh, klasický filolog a historik (* 26. ledna 1895)
- 1944
  - Václav Chlumecký, novinář a politik (* 30. prosince 1861)
  - František Vrána, válečný hrdina (* 27. ledna 1914)
- 1946 – Jan Heřman, klavírista (* 31. srpna 1886)
- 1949 – Jaro Procházka, malíř (* 22. dubna 1886)
- 1950 – Sidonie Nádherná, mecenáška a organizátorka kulturního života (* 1. prosince 1885)
- 1951 – Jan Hellich, farmakolog, přírodovědec, archeolog a vlastivědný pracovník (* 19. ledna 1850)
- 1953 – Wenzel Lorenz, československý politik německé národnosti (* 10. ledna 1875)
- 1957 – Otto Ježek, básník (* 7. prosince 1896)
- 1970 – Karel Pešek, fotbalista a hokejista(* 20. září 1895)
- 1980 – Vojtěch Cach, spisovatel (* 7. srpna 1914)
- 1987 – Jaroslav Popelka, kněz a misionář (* 12. května 1917)
- 1990 – Alexej Čepička, ministr obrany, zeť Klementa Gottwalda (* 18. srpna 1910)
- 1996 – Herberta Masaryková, vnučka Tomáše Garrigua Masaryka a dcera malíře Herberta Masaryka (* 6. července 1915)
- 1997 – Václav Maňas st., skladatel a hudebník (* 13. ledna 1914)
- 1998 – Pavel Štěpán, pianista (* 28. května 1925)
- 2002 – Miloš Macourek, básník, dramatik a filmový scenárista (* 2. prosince 1926)
- 2005 – Stanislav Segert, evangelický teolog a lingvista (* 4. května 1921)
- 2011
  - Zdeněk Kárník, historik (* 25. června 1931)
  - Jaroslav Dufek, herec (* 26. dubna 1934)
- 2015
  - Vladimír Branislav, scenárista, dramaturg, reportér a režisér (* 3. května 1935)
  - Pavel Balcárek, archivář, historik a politik (* 3. srpna 1940)

### Svět

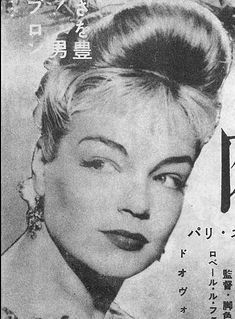
Simone Signoret († 1985)

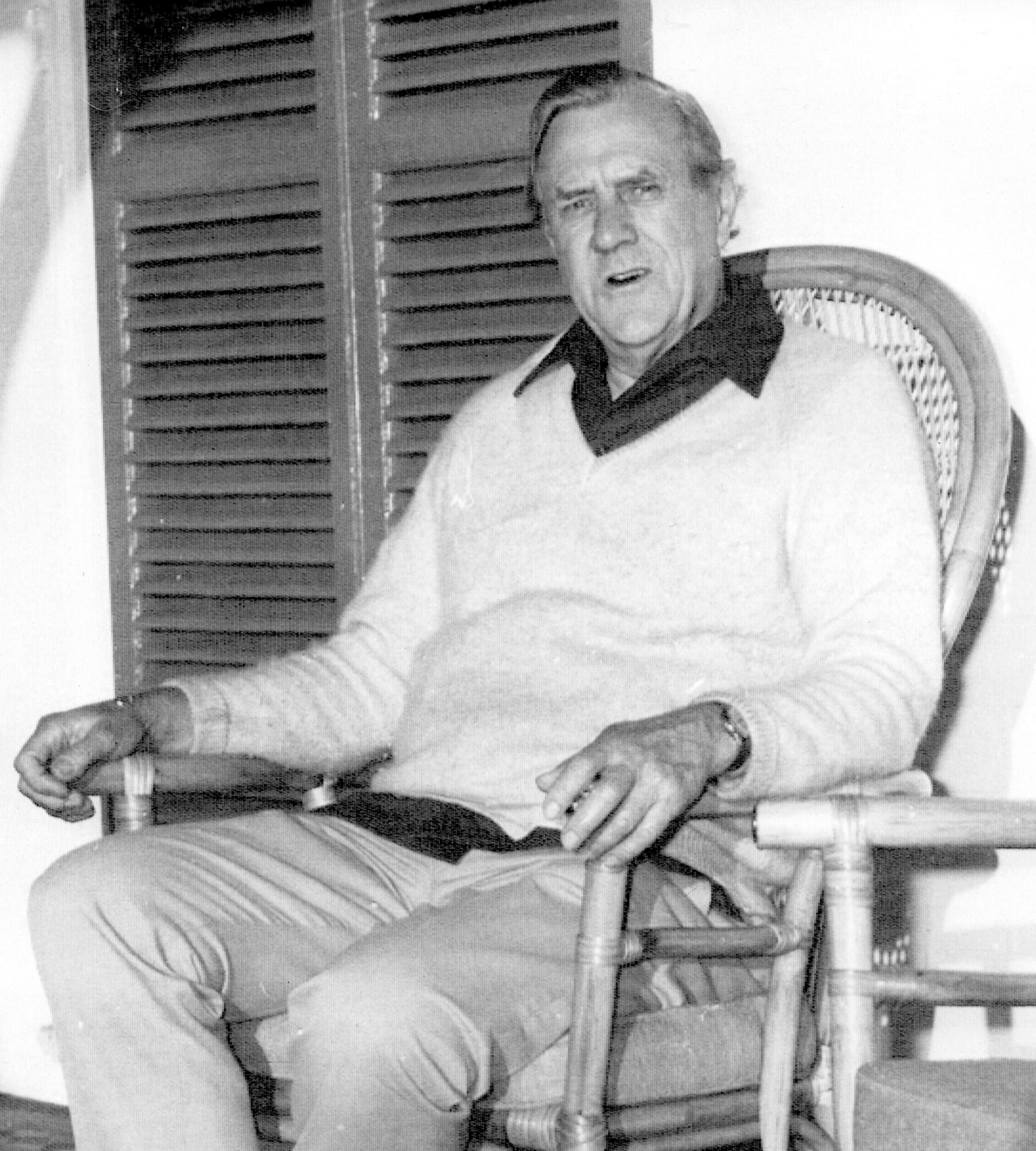
Patrick White († 1990)

- 0420 – Svatý Jeroným, italský křesťanský spisovatel, teolog a překladatel bible do latiny, církevní Otec a učitel církve (* 347)
- 0788 – Abd ar-Rahmán I., arabský emír z dynastie Umajjovců (* 731)
- 1184 – Arnold z Torrojy, velmistr templářů (* ?)
- 1246 – Jaroslav Vsevolodovič, veliký kníže vladimirský (* 8. února 1191)
- 1288 – Lešek II. Černý, polský kníže z rodu Piastovců (* kolem 1241)
- 1336 – Kateřina Savojská, rakouská vévodkyně (* cca 1298)
- 1506 – Beatrix Portugalská, portugalská infantka (* 13. června 1430)
- 1560 – Melchor Cano, španělský biskup a teolog (* 6. ledna 1509)
- 1572 – František Borgia, třetí generál jezuitů (* 28. října 1510)
- 1612 – Federico Barocci, italský malíř (* 1528)
- 1626 – Nurhači, zakladatel mandžuského státu, Čchingské říše (* 1559)
- 1627 – Tchien-čchi, čínský císař (* 23. prosince 1605)
- 1680 – Johann Grueber, rakouský jezuitský misionář a astronom (* 28. října 1623)
- 1689 – Julius František Sasko-Lauenburský, císařský vojevůdce, vlastník Zákupského panství (* 16. září 1641)
- 1721 – Françoise Pitel, francouzská herečka a milenka korunního prince Ludvíka (* 17. ledna 1662)
- 1732 – Jacques Necker, francouzský státník a bankéř († 9. dubna 1804)
- 1767 – Johann Joseph Würth, rakouský stříbrník, autor náhrobku sv. Jana Nepomuckého (* 2. dubna 1706)
- 1785 – Stephan Rautenstrauch, německý teolog (* 26. července 1734)
- 1811 – Thomas Percy, anglický biskup a básník (* 13. dubna 1729)
- 1832 – Elżbieta Jaraczewska, polská spisovatelka (* 10. ledna 1791)
- 1878 – Evan James, velšský tkadlec a básník (* ? 1809)
- 1890 – Frederick H. Billings, americký právník a finančník (* 27. září 1823)
- 1891 – Georges Boulanger, francouzský generál (* 29. dubna 1837)
- 1897 – Terezie z Lisieux, katolická světice (* 2. ledna 1873)
- 1898 – James Edward Tierney Aitchison, anglický lékař a botanik (* 28. října 1836)
- 1913 – Rudolf Diesel, německý vynálezce vznětového motoru (* 18. března 1858)
- 1932 – Max Slevogt, německý malíř (* 8. října 1868)
- 1941 – André Regenermel, americký radiotelegrafista a konstruktér (* 31. března 1914)
- 1942 – Hans-Joachim Marseille, německý stíhací pilot (* 13. prosince 1919)
- 1943 – Franz Oppenheimer, německý sociolog a ekonom (* 30. března 1864)
- 1944
  - Václav Chlumecký, český novinář a politik (* 30. prosince 1861)
  - František Vrána, český válečný hrdina (* 27. ledna 1914
- 1948 – Edith Rooseveltová, manželka prezidenta USA Theodora Roosevelta (* 6. srpna 1861)
- 1950 – Sidonie Nádherná, česká mecenáška a organizátorka kulturního života (* 1. prosince 1885)
- 1952 – William Ramsay, kanadský hokejista, vítěz OH 1924 (* 12. prosince 1895)
- 1953 – Lewis Fry Richardson, anglický matematik a fyzik (* 11. října 1881)
- 1955
  - Louis Leon Thurstone, americký psycholog, statistik, psychometrik (* 29. května 1887)
  - James Dean, americký herec (* 8. února 1931)
- 1960 – Drahomír Josef Růžička, americký lékař a fotograf (* 8. února 1870)
- 1970 – Karol Badáni, slovenský herec a divadelní režisér (* 29. března 1910)
- 1972 – Edgar G. Ulmer, americký filmový režisér (* 17. září 1904)
- 1973
  - Paavo Talvela, finský generál (* 19. ledna 1897)
  - Marie Terezie Henrieta z Lichtenštejna, knížecí princezna (* 14. ledna 1908)
- 1985
  - Herbert Bayer, rakousko-americký grafik, malíř, fotograf, sochař, návrhář a architekt (* 5. dubna 1900)
  - Charles Richter, americký seismolog (* 26. dubna 1900)
  - Helen MacInnesová, skotsko-americká autorka špionážních novel (* 7. října 1907)
  - Simone Signoretová, francouzská herečka (* 25. března 1921)
- 1988 – Truong Chinh, vietnamský prezident (* 2. února 1907)
- 1989 – Oskar Davičo, srbský básník a prozaik (* 18. ledna 1909)
- 1990
  - Patrick White, australský spisovatel (* 28. května 1912)
  - Michel Leiris, francouzský spisovatel a etnograf (* 20. dubna 1901)
- 1994 – André Lwoff, francouzský mikrobiolog, Nobelova cena 1965 (* 8. května 1902)
- 1999 – Dmitrij Lichačov, ruský literární vědec (* 28. listopadu 1906)
- 2001
  - John Lilly, americký psychoanalytik, filosof a spisovatel (* 6. ledna 1915)
  - Gerhard Ebeling, evangelický teolog (* 6. července 1912)
- 2004 – Mildred McDanielová, americká olympijská vítězka ve skoku do výšky (* 4. listopadu 1933)
- 2005 – Sergej Starostin, ruský jazykovědec (* 24. března 1953)
- 2006 – András Sütő, maďarský spisovatel (* 17. června 1927)
- 2009 – Pavel Popovič, bývalý ukrajinský (sovětský) kosmonaut (* 5. října 1930)
- 2011
  - Ralph M. Steinman, kanadský imunolog a cytolog, nositel Nobelovy ceny za fyziologii a lékařství (* 14. ledna 1943)
  - Marv Tarplin, americký soulový kytarista a skladatel (* 13. června 1941)
- 2012
  - Dušan Lenci, slovenský herec (* 18. května 1941)
  - Barbara Ann Scottová, kanadská krasobruslařka, olympijská vítězka (* 9. května 1928)
  - Barry Commoner, americký přírodovědec, spisovatel, environmentální aktivista a politik (* 28. května 1917)
- 2014 – Martin Lewis Perl, americký fyzik, nositel Nobelovy ceny za fyziku za rok 1995 (* 24. června 1927)
- 2019 – Kornel Morawiecki, polský fyzik, vysokoškolský učitel, disident a politik (* 3. května 1941)

## Svátky

### Česko
- Jeroným
- Jarolím, Jarolíma
- Ráchel, Rachel
- Una

### Svět
- Světový den překladatelů – v ČR udělována Cena Josefa Jungmanna)

## Pranostiky

### Česko
- O svatém Jeronýmu připravuj se už na zimu.
- Na svatého Jeronýma stěhuje se k nám už zima.

| 30. září v pražském KlementinuÚdaje jsou platné k 29. 4. 2025. | 30. září v pražském KlementinuÚdaje jsou platné k 29. 4. 2025. | 30. září v pražském KlementinuÚdaje jsou platné k 29. 4. 2025. |
| minimum                                                        | denní průměr                                                   | maximum                                                        |
| -------------------------------------------------------------- | -------------------------------------------------------------- | -------------------------------------------------------------- |
| 1,2 °C (1939)                                                  | 13,6 °C (od 1961)                                              | 26,4 °C (1868)                                                 |